# Herochroma baba
Herochroma baba là một loài bướm đêm thuộc họ Geometridae. Nó được tìm thấy ở Trung Quốc (Hồ Bắc, Hồ Nam, Quảng Đông, Quảng Tây), đông bắc Ấn Độ, Nepal, miền bắc Việt Nam và bán đảo Mã Lai.